# Mustelus sinusmexicanus
Mustelus sinusmexicanus es un tiburón de la familia Triakidae, que habita en las plataformas continentales del Atlántico tropical centro-occidental.
Su reproducción es ovovivípara.
Tiene un cuerpo largo y esbelto, con un dorso de color gris-marrón liso, vientre blanco y una aleta dorsal grande y redondeada. Las aletas tienen márgenes claros que se van desvaneciendo con la edad. Sus dientes son chatos y pálidos. Este tipo de tiburón habita a profundidades de entre 36 y 300  m. Su tamaño máximo registrado ha sido de 140 cm.